# Суслова, Елена Анатольевна
Елена Анатольевна Суслова (родилась 15 октября 1984 в Красноярске) — российская футболистка, защитник. Главный тренер клуба «Звезда-2005». Выступала в сборной России.
Воспитанница ФК «Биохимик», г. Красноярск. Первый тренер Владимир Петрович Карташов. Мастер спорта России.
В феврале 2016 года стала главным тренером клуба «Звезда-2005».

## Достижения

### Как игрока
- Чемпион России (5): 2002, 2003, 2007, 2008, 2009[3]
- Серебряный призёр чемпионата России (1): 2010
- Бронзовый призёр чемпионата России (1): 2004
- Обладатель Кубка России (3): 2001, 2007, 2012
- Финалист Кубка УЕФА (1): 2008/09

### Как тренера
- Чемпион России (1): 2017
- Серебряный призёр чемпионата России (1): 2016
- Обладатель Кубка России (3): 2016, 2018, 2019